# Biggs (Kalifornia)
Biggs város az Amerikai Egyesült Államok Kalifornia államában, Butte megyében. Lakosainak száma 1964 fő (2020. április 1.).

## Népesség
A település népességének változása:

| 2010 | 1 707 |
| 2020 | 1 964 |